# Aguinaldo
Aguinaldo (Bayan ng Aguinaldo) är en kommun i Filippinerna. Kommunen ligger på ön Luzon, och tillhör provinsen Ifugao. Folkmängden uppgår till 16 377 invånare.
Aguinaldo delas in i 16 barangayer.